# Droits LGBT au Vatican

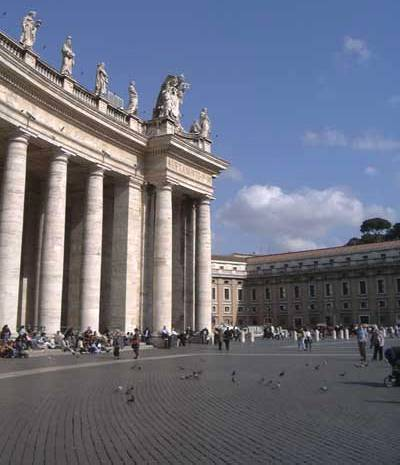
La Cité du Vatican.

Les personnes lesbiennes, gays, bisexuelles et transgenres (LGBT) au Vatican peuvent faire face à des difficultés légales que ne connaissent pas les résidents non-LGBT. Les relations sexuelles entre femmes et entre hommes sont légales au Vatican, mais les foyers créés autour d'un couple homosexuel n'ont pas droit à la même protection légale que les couples hétérosexuels.
Le code légal au sujet de l'homosexualité au Vatican se fonde sur le code pénal italien depuis 1929, moment de la fondation de l’État souverain de la cité du Vatican. Cependant, L'Osservatore Romano a annoncé fin 2008 que le Vatican allait rompre avec la tradition législative d'Italie dans le but de protester contre plusieurs lois italiennes.

## Loi criminelle
Il n'y a pas de lois criminelles contre les relations homosexuelles. La majorité sexuelle est fixée à 18 ans depuis 2013 (14 ans dans le cadre d'un mariage).
Cependant, le Vatican est une cité-État théocratique catholique, et par conséquent l'homosexualité et le travestissement sont mal vus par le Saint-Siège. Les manifestations d'affection publique entre personnes homosexuelles ou bisexuelles sont susceptibles d'être mal perçues.

## Droits civils
Les droits civils au Vatican ne prennent pas en compte l'orientation sexuelle ou l'identité de genre. Les textes théologiques ne sont pas favorables à l'homosexualité, mais ne l'interdisent pas.
En 2007, les membres de l'association homosexuelle italienne Arcigay reprochent au Vatican de faire pression à l'ONU contre la dépénalisation universelle de l'homosexualité.

## Lutte contre la reconnaissance des couples homosexuels
Le Vatican a fait campagne au niveau international contre les gouvernements qui veulent reconnaître les couples homosexuels et leur accorder l'adoption homoparentale.
Tout en restant opposé au mariage homosexuel, le Vatican autorise fin 2023 la bénédiction hors liturgie des couples de même sexe.

## Droit du travail
Le Vatican se réserve le droit de licencier des personnes qu'il a nommées, si ces personnes se déclarent homosexuelles ou remettent en cause la politique du Vatican envers les homosexuels,.

## Questions transgenres
En 2000, le Saint-Siège a pris pour position officielle que la transidentité n'existerait pas et que les personnes transgenres seraient des malades mentaux.
En novembre 2023, le Vatican approuve le baptême des personnes transgenres, le fait qu'elles soient témoins d'un mariage et le baptême des enfants de couples homosexuels.

## SIDA/VIH
Il n'y a pas de cas connus de SIDA ou d'infection par le VIH dans le Vatican. Au niveau international, le gouvernement du Vatican a été l'un des fers de lance de l'opposition à l'utilisation des préservatifs pour endiguer la pandémie de SIDA.
En 2006, le Saint Siège a affirmé qu'il menait une recherche scientifique et morale sur l'emploi des préservatifs dans la lutte contre la pandémie.